# بدایةالحکمة
بدایة الحکمة (به فارسی: آغاز فلسفه) کتابی فلسفی به زبان عربی تألیف محمدحسین طباطبایی است. این کتاب در سال ۱۳۹۰ هجری قمری به عنوان متن درسی فلسفهٔ صدرایی تألیف شده است. این کتاب توسط محمدعلی گرامی و علی شیروانی به فارسی ترجمه و تشریح شده است.

## بخش‌بندی کتاب به زبان عربی
المرحلة الأولی: فی کلیّات مباحث الوجود (دوازده فصل)
المرحلة الثانیة: فی انقسام الوجود الی خارجی و ذهنی (یک فصل)
المرحلة الثالثة: فی انقسام الوجود الی ما فی نفسه و ما فی غیره ... (سه فصل)
المرحلة الرابعة: فی الموارد الثلاث (نه فصل)
المرحلة الخامسة: فی الماهیّة و أحکامها (هشت فصل)
المرحلة السادسة: فی المقولات العشر (یازده فصل)
المرحلة السابعة: فی العلّة والمعلول (یازده فصل)
المرحلة الثامنة: فی انقسام الموجود الی الواحد و الکثیر (ده فصل)
المرحلة التاسعة: فی السبق و اللحوق و القدم و الحدوث (سه فصل)
المرحلة العاشرة: فی القوّة و الفعل (شانزده فصل)
المرحلة الحادیة عشرة: فی العلم و العالم و المعلوم (دوازده فصل)
المرحلة الثانیة عشرة: فی ما یتعلّق بالواجب تعالی (چهارده فصل)

## بخش‌بندی کتاب به زبان فارسی
مرحله اول: در کلیات مباحث وجود (دوازده فصل)
مرحله دوم: در انقسام وجود به خارجی و ذهنی (یک فصل)
مرحله سوم: در انقسام وجود به «ما فی نفسیه» و «ما فی غیره» (سه فصل)
مرحله چهارم: در موارد سه گانه (نه فصل)
مرحله پنجم: در ماهیت و احکام آن (هشت فصل)
مرحله ششم: در مقولات دهگانه (یازده فصل)
مرحله هفتم: در علت و معلول (یازده فصل)
مرحله هشتم: در انقسام وجود به واحد و کثیر (ده فصل)
مرحله نهم: در سبق و لحوق و قدوم و حدوث (سه فصل)
مرحله دهم: در قوه و فعل (شانزده فصل)
مرحله یازدهم: در علم و عالم و معلوم (دوازده فصل)
مرحله دوازدهم: در آنچه متعلق به واجب تعالی است (چهارده فصل)